# Jefferson Park (Chicago)
Jefferson Park – dzielnica Chicago, znajdująca się w północno-zachodniej części miasta. Jest dużym skupiskiem mieszkańców narodowości polskiej lub pochodzenia polskiego, mieści się tu siedziba Fundacji Kopernikowskiej, w pobliżu której organizowany jest doroczny festiwal polonijny „Taste of Polonia”.

## Historia
Pierwszymi mieszkańcami tego terenu byli Indianie ze szczepów Potawatomi, Ottawa, Czipewejowie, a później zaczęli pojawiać się także francuscy i anglosascy traperzy dążący na wschód lub zachód po pobliskiej przeniosce w dzisiejszej dzielnicy Portage Park, bowiem na odcinku pomiędzy dzisiejszymi ulicami Cicero i Narragansett szlak był błotnisty, a wiosną i jesienią nawet spławny. Wzdłuż tych właśnie ulic przebiegały dwa progi pradoliny Jeziora Michigan, które zatrzymywały wody opadowe zamieniając obszar dzisiejszej dzielnicy w grząskie bagno.
Pierwsi osadnicy pojawili się dopiero w roku 1833. Jednak kolonizacja tych teren na większą skalę stała się możliwa dopiero po wyparciu Indian za rzekę Missisipi, a więc po roku 1837.
W 1850 r. zgromadzeni w tawernie Chestera Dickinsona osadnicy uchwalili założenie miasteczka Jefferson, a Dickinson został jego pierwszym burmistrzem. Miasteczko Jefferson obejmowało spore tereny poza dzisiejszym Jefferson Park sięgając od ulicy North na południu aż do Devon na północy i od ulicy Western na wschodzie do Harlem na zachodzie.
Wykładana drewnianymi belkami Northwest Plank Road (stąd nazwa), zbudowana za ogromną jak na owe czasy sumę (51 tys. USD), stała się pierwszym w miarę wygodnym szlakiem komunikacyjnym wiodącym z Chicago na północ do miasteczka Jefferson i dalej, na północ, w kierunku rozwijającego się miasta Milwaukee w stanie Wisconsin. W XIX wieku rozrastająca się gwałtownie metropolia dotarła do granic miasteczka Jefferson, które ostatecznie (w roku 1889) wchłonęła. W ten sposób obecny obszar Jefferson Park znalazł się w granicach Chicago. Farma rodziny Esdohrów, gdzie okoliczni mieszkańcy pobierali wodę ze studni, znajdowała się na terenie dzisiejszego parku Jeffersona przy skrzyżowaniu ulic Higgins i Milwaukee.
Dzielnica rozrosła się dzięki rozwojowi sieci tramwajowej wzdłuż ulic Milwaukee, Lawrence i Elston na początku XX stulecia, przyciągając imigrantów z Polski, Niemiec, oraz innych krajów europejskich. Najbardziej osobliwą grupą byli Niemcy Nadwołżańscy, a duża nieistniejąca już kamienica nieopodal parku nazywała się potocznie „Russian Hotel”.
Choć Polacy nie byli wtedy tak liczni w dzielnicy Jefferson Park jak dziś, to jednak zawsze było ich sporo odkąd zaczęli masowo przyjeżdżać do USA po wojnie secesyjnej. Syn sławnego polonijnego wydawcy Władysława Dyniewicza, Kazimierz, wybudował w pobliżu dzisiejszej polskiej parafii św. Konstancji osiedle domków które nazywano „Dyniewicz Park”, i otworzył małe kino pod nazwą „Casimir Theatre” działające do lat czterdziestych XX wieku.

## Dziś
Wizytówkami dzielnicy są stacja kolejowa Jefferson Park z przylegającym do niej terminalem autobusowym, zabytkowy Teatr Gateway, w którym ma siedzibę Fundacja Kopernikowska, pomniki weteranów wojennych, Prezydenta Jeffersona i fotografa Edwarda Foxa.
O polskości tej dzielnicy świadczy wyżej wspomniana Fundacja Kopernikowska wraz z corocznym festiwalem polonijnym „Taste of Polonia”, duża liczba sklepów i innych polskich punktów usługowych wzdłuż ulic Milwaukee, Elston, Higgins i Lawrence, a także polska parafia św. Konstancji. Przy skrzyżowaniu ulic Milwaukee i Markham mieści się redakcja gazety „Dziennik Związkowy”.

## Galeria zdjęć

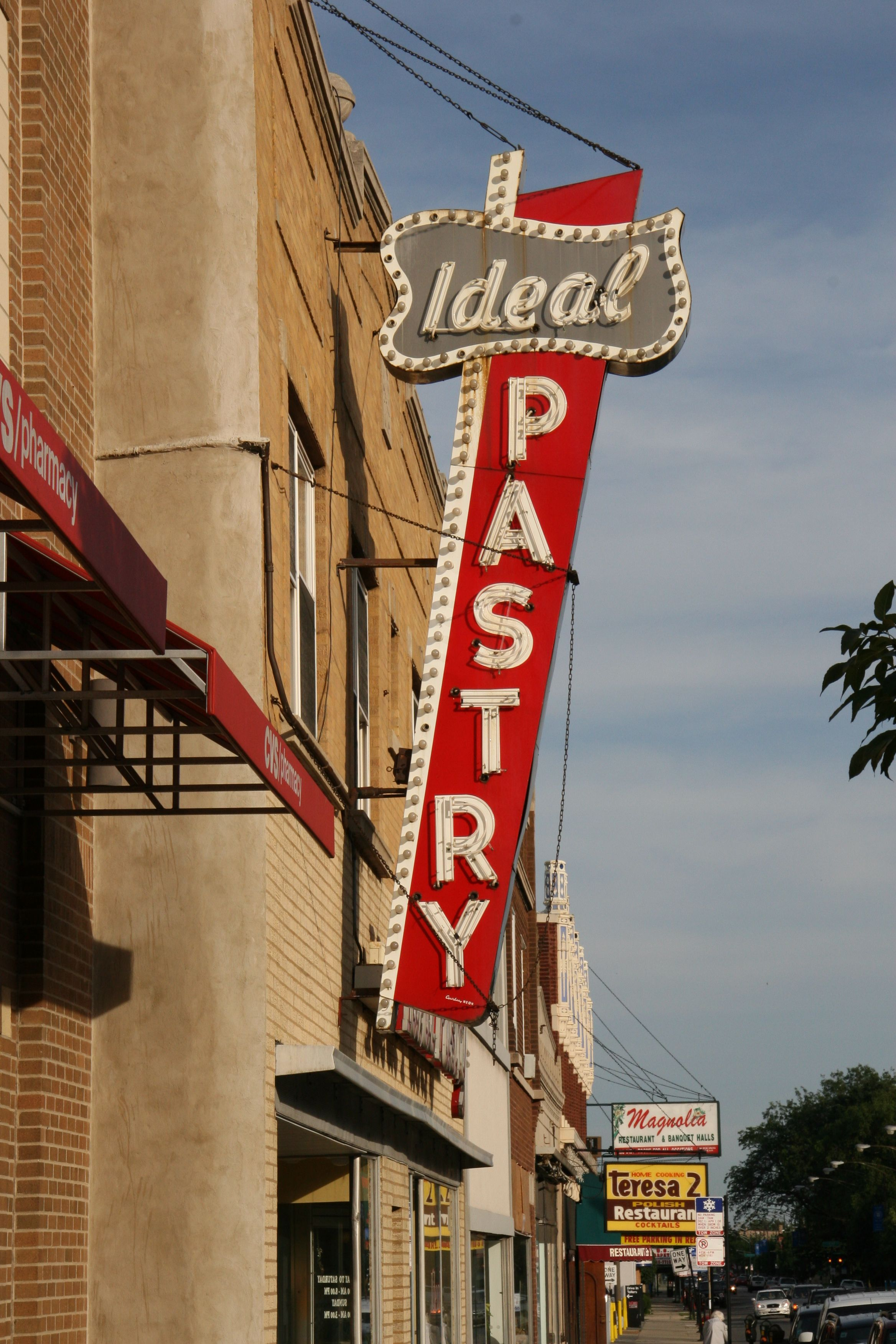
Polska piekarnia na ulicy Milwaukee
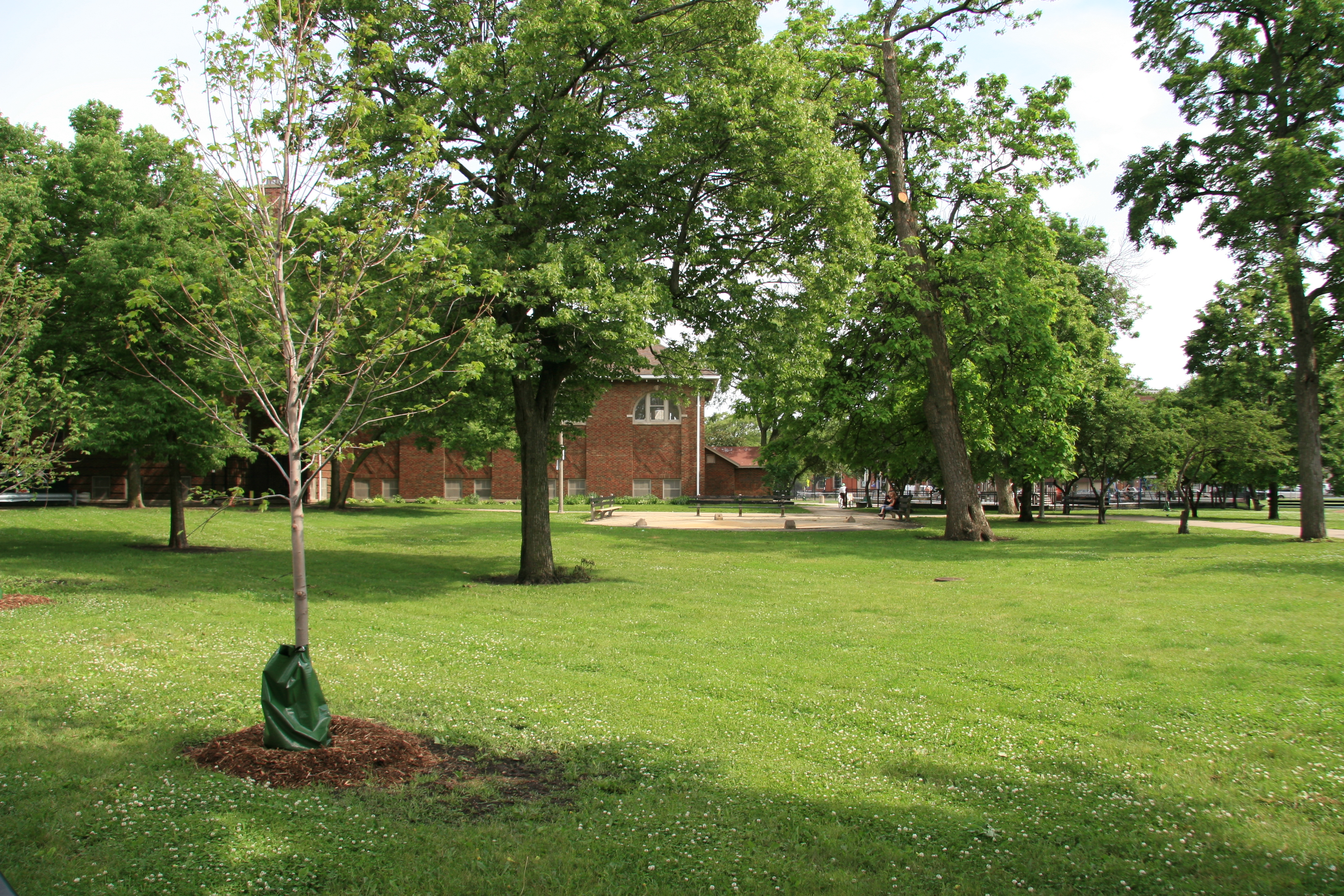
Park imienia Jeffersona